# Копринена пеперуда
Копринена пеперуда (Bombyx mori), наричана също копринена буба, е вид насекомо от разред Пеперуди, отглеждано от хората с промишлена цел – производство на текстилната материя коприна (свила). Сред най-ценните качества на коприната е нейните здравина и трайност - непреходната ѝ красота не се губи и столетия след създаването на копринените платове и украси.
Родината на копринената пеперуда е Древен Китай, където от копринените нишки на пашкулите й са тъкали прочутите китайски платове. Дивият й подвид се нарича Bombyx mandarina и принадлежи към семейство Копринопредящи.
В тропиците опасен неприятел по копринените пеперуди е паразитната муха Exorista sorbillans, снасяща яйцата си върху ларвите й (така че малките й да се вмъкнат в гъсеницата и да я изядат отвътре). Също там, както и сред корейците, пържените и готвените, чрез различни други методи, какавиди на пеперудата са популярна улична храна. За това се използват вече убити (чрез затопляне) за производство на коприна какавиди.

## Жизнен цикъл
При своето развитие копринената пеперуда преминава през 4 стадия на превръщане: яйце (бубено семе), ларва (буба), какавида и пеперуда (имаго).
Всяка женска пеперуда снася около 500 яйца (20 000 яйца тежат около 10 g). Поради малките си размери и приликата с растителни семена яйцата на копринената пеперуда в практиката се наричат бубени семена. При стадия „яйце“ се извършва формиране и развитие на зародиша.
Стадият ларва започва при излюпването на яйцето и завършва до изграждането на пашкула. Единствено в този етап на живота си копринената пеперуда се храни, расте и натрупва копринено вещество и резервни вещества за останалите стадии от своето развитие. Гъсениците са е бели на цвят и се хранят почти непрекъснато, денем и нощем, с листа на черница (преди всичко - бяла черница), поради което растат много бързо. За изключително кратък период ларвата увеличава своята дължина около 30 пъти, а теглото около 10 000 пъти. Приемането на храната и растежът се извършват на няколко етапа, наречени възрасти. Времето между възрастите се нарича събличане, линеене или сън на бубата. По време на събличането бубата сваля най-горния пласт от кожата си. При повечето породи и хибридни буби се наблюдават 5 възрасти с 4 съня. Продължителността на възрастите и съня зависи от породата и от количеството и качеството на черничевия лист. Най-дълъг е периодът на петата възраст.
Растежът на бубите завършва в края на петата възраст, при което настъпва тяхната зрялост. На този етап ларвата търси подходящо място за завиване на пашкулите.  За около 2 – 3 дена бубата отделя копринено влакно и се завива в пашкул. В него тя се превръща в какавида. Този етап от развитието се нарича узряване и с него производителите завършват работата си по отглеждане на бубите. Копринените буби образуват бели до светложълти пашкули, изтъкани от непрекъснато копринено влакно, дълго от 300 до 900 m и дебелина 10 μm. Около 400 пашкула тежат 0,5 kg. 
При нормално развитие след 18 – 20 дена при стайна температура какавидите се превръщат в пеперуди. През устата си пеперудата отделя специална течност, с която намокря 1 от върховете на пашкула. С помощта на крачетата си размества копринените влакна и през направения отвор излиза от пашкула. Пеперудите (имаго-формата на животното) не могат да летят. Крилата им имат функция по-скоро при брачния им танц, свързан с оплождането. Те завършват жизнения си цикъл със снасянето на яйца. Мъжките и женските пеперуди се поставят заедно и когато са готови за копулацията женските ги привличат с феромон, известен като bombykol.

## Производство на коприна

### Световно развитие
Копринената буба (ларва) се отглежда от около 2000 г пр.н.е. В Древен и Средновековен Китай, поради ценната копринена нишка, която дава, нейното отглеждане се обособява като специално занятие на знатни, привилегировани съсловия. Изнасянето на буби или бубено семе извън границите на Китайската империя се е наказвало със смърт. Все пак през 550 г. византийският император Юстиниан I, с цел намаляване на себестойността на коприната, предприема успешен опит да установи източника й и да въведе производството й в Византия. Той вербува на своя служба двама персийски монаси и праща да откраднат тайната на производството на коприна; след 2 години те идват в Константинопол, с ларви на копринена буба и семена от черничеви дървета (чиито листа са храната на гъсениците й), скрити в кухините на бастуни от бамбук.
Впоследствие добивът на коприна постепенно се разпространява по света, но дълго време технологията остава приблизително на първоначалното си равнище и се изменя съществено едва във връзка с Индустриалната революция. Домашното добиване на коприна става по твърде примитивен начин, повтаряйки древния опит в свилоточенето. Неголямо количество пашкули (около килограм) се изсипват в казан с вряла вода. Като омекнат, се разбъркват с дръвце или метличка, за да се захванат нишките от пашкулите. Те се изтеглят внимателно и се полагат върху гладка повърхност (синия, софра, тава), посипват се с пясък, за да не се объркат. Коприната се намотава на мотовилка, след това на пасма, чилета и се пресуква на ръка или на чекрък. Получената коприна се използва за тъкане на платове, или смесена с памук, за платна за ризи, кърпи; за бродерия и украса.
През 20. и 21. век, като селскостопански отрасъл бубарството е застъпено в много страни по света, включително в България. Япония е най-голямият производител на пашкули на човек от населението.

### Бубарството в България
От края на ХV век се намират изобилни писмени данни, които дават ясна представа за състоянието на бубарството и копринарството по българските земи. Благоприятни климатични условия за отглеждането на черничеви дръвчета, листата на което са храната на копринената буба (т.е. за основното изискване, за да има бубарство) има повсеместно в Хасковския край и местните жители са могли без особени усилия да садят и да се грижат за черничевите дървета. Дълги години произведените пашкули в България са били изкупвани от търговци от Одрин и Солун, както и от Италия.
От началото на ХХ век местни специалисти са могли да произвеждат и скъпото бубено семе и са снабдявали целия район с необходимото количество. Първите греньори (производители на бубено семе) са се учели от опитната станция в Бурса, Турция и от търговци на бубено семе, идващи от Франция и Италия. Със създаването на свилоточената промишленост в Свиленград, Харманли и Хасково, която преработва цялото пашкулено производство от края, цената на пашкулите се увеличава чувствително и се стабилизира. През 1928 г. във Варна се състои изложба - бубарство.Интересът към бубохраненето се засилва в резултат на това, че от 1935 г. Българската земеделска и кооперативна банка е монополист в покупката на произвежданите в страната пашкули. През 1943 г. в България има организирано бубарство. До 70-те години на ХХ век страната се нарежда на трето място в света по производство на пашкули на човек от населението, след Япония и Корея.

## Галерия
- Копринени буби в етап на хранене.
- Пашкули.